# Кірбург
Кірбург (нім. Kirburg) — громада в Німеччині, розташована в землі Рейнланд-Пфальц. Входить до складу району Вестервальд. Складова частина об'єднання громад Бад-Марінберг (Вестервальд).
Площа — 4,05 км2. Населення становить 584 ос. (станом на 31 грудня 2020).

## Галерея

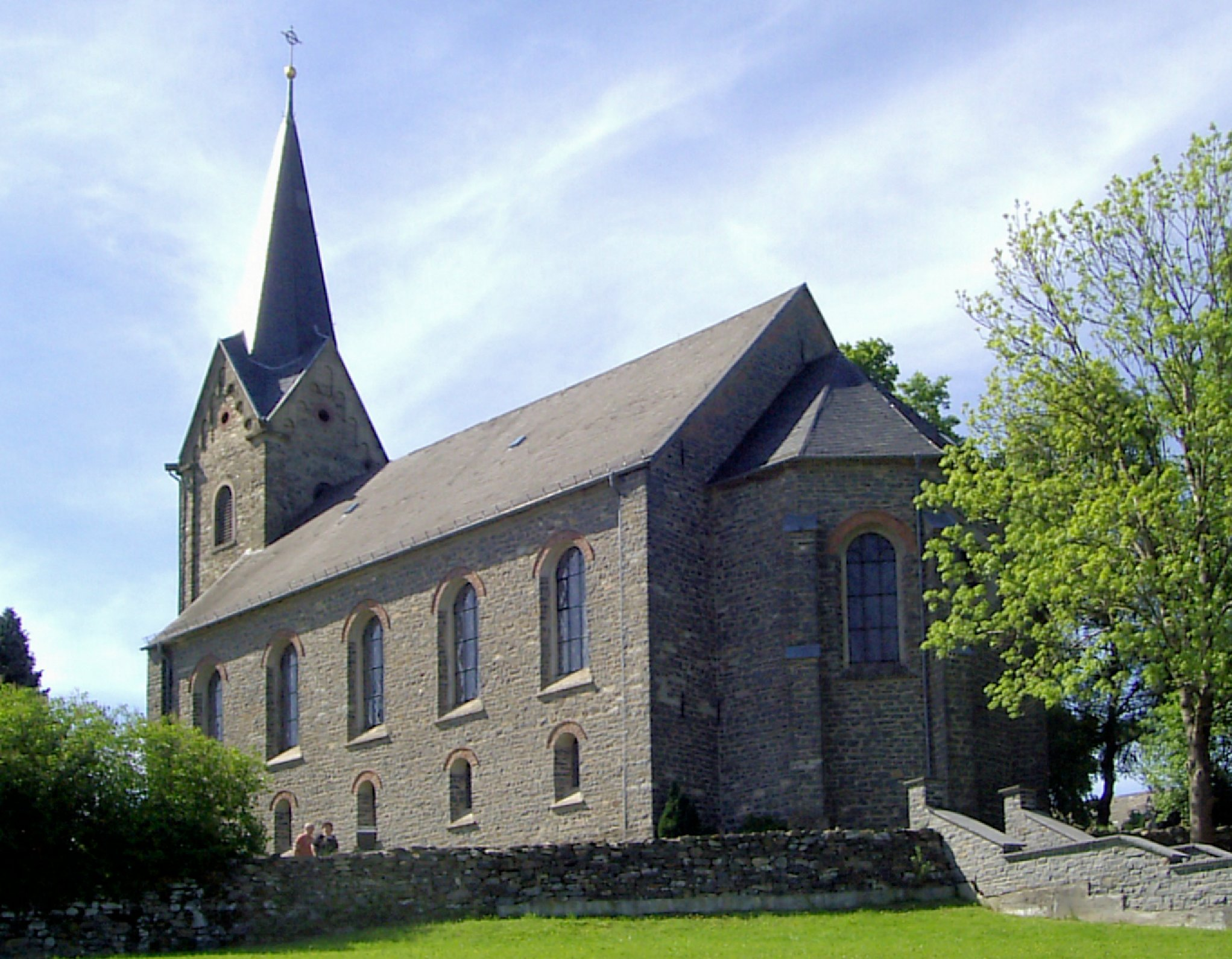